# プロチェス協会
プロチェス協会（プロチェスきょうかい、Professional Chess Association、PCA）は、当時のFIDE会長フロレンシオ・カンポマネスがチェス世界選手権の開催地決定についてプレイヤーの投票権を無視したため、ガルリ・カスパロフとナイジェル・ショートが、チェス世界選手権のマーケティングと開催のために1993年に創設した組織。1995年にもPCA世界チャンピオンのタイトル戦（カスパロフ対アナンド）を開催したが、1996年にメインスポンサーインテルを失い、ほどなく解消された。
FIDEの規則では、世界選手権決勝マッチの開催地はFIDE、世界チャンピオン、挑戦者の3者の合議で決定することとなっていた。しかし、カンポマネスはこれらの規則を破って、開催地をマンチェスターと宣言した。世界チャンピオンであったカスパロフと挑戦者となったショートは、FIDEが不正を行ない、またプロフェッショナリズムを欠くことについて不満をつのらせ、2人はプロチェス協会を設立しその下で世界選手権マッチを行うことにした。当然のように、FIDEはカスパロフから世界チャンピオンの称号を剥奪し、ショートのカスパロフへの挑戦権を否定した。
1993年10月、カスパロフとショートの対決は、ロンドンのサヴォイ・シアターで開催された。カスパロフが12.5対7.5で快勝し、PCA世界チャンピオンとなった。一方、カスパロフとショートを追放したFIDEは、カスパロフの前にFIDE世界チャンピオンであったアナトリー・カルポフと、挑戦者決定戦でショートに負けたヤン・ティマンを対戦させ、カルポフが勝利した。ここにチェスの世界で初めて、2人の世界チャンピオンが並立することとなった。
1993年から1995年まで、PCAはFIDEの世界選手権予選システムのスタイルに則って、インターゾーン大会と挑戦者決定戦を開催した。インドのグランドマスター、ビスワナサン・アナンドが勝利し、挑戦権を獲得した。カスパロフは1995年9月11日からニューヨーク世界貿易センターで開始されたアナンドとの試合に10.5対7.5で勝利し、PCA世界チャンピオンのタイトルを防衛した。
1996年、PCAはメインスポンサー、インテルを失い、ほどなく解消された。カスパロフは挑戦相手を決める適当な予選システムを組織できなくなった。2000年に彼はついに勝手に選んだ挑戦者ウラジーミル・クラムニクと試合し、敗退した。